# Beskattning som stöld

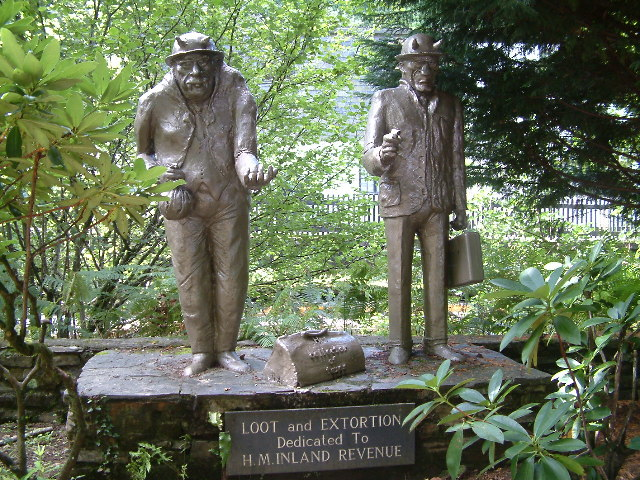
Byte och utpressning. Statyer vid Trago Mills (nära Liskeard, Cornwall), tillägnad UK Inland Revenue Service

Positionen att beskattning är stöld, och därför omoralisk, finns i ett antal politiska filosofier. Dess popularisering markerar en betydande avvikelse från konservatism och klassisk liberalism, och har därför ansetts vara radikal av många. Positionen innehas ofta av anarkokapitalister, objektivister, de flesta minarkister, högerlibertarianer och voluntaryister, såväl som vänsteranarkister, libertarianska socialister och några anarkokommunister.
Förespråkare av denna ståndpunkt ser beskattning som ett brott mot icke-aggressionsprincipen. Enligt denna uppfattning överträder regeringen äganderätten genom att verkställa obligatorisk skatteuppbörd, oavsett vad beloppet kan vara. Vissa motståndare till beskattning, som Michael Huemer, hävdar att rättmätigt ägande av egendom bör baseras på vad han kallar "naturlig egendomsrätt", inte de som bestäms av statens lag.
Försvarare av beskattning hävdar att föreställningarna om både laglig privat äganderätt och stöld definieras av statens rättsliga ramar, och att beskattning av staten således inte representerar ett brott mot äganderätten, såvida inte skatten i sig är olaglig. Vissa försvarare av beskattning, såsom socialisten Matt Bruenig, hävdar att frasen "beskattning är stöld" är en begäran om utgångspunkten, eftersom den bygger på att förutsätta en viss teori om egendomsrätt.

## Historia
På 1600-talet tog John Locke ståndpunkten i Second Treatise of Government att statlig auktoritet uppstår från de styrdas samtycke och inte genom kungars gudomliga rätt. Den libertarianska aktivisten LK Samuels hävdar i sin "Rulers' Paradox" att eftersom medborgarna är innehavare av alla rättigheter, får statliga organ sin auktoritet att styra samhället genom val av regeringstjänstemän. I den riktningen hävdar Samuels att medborgare bara kan ge rättigheter som de har. Härskarnas paradox gäller när statliga organ utövar rättigheter som medborgarna inte innehar eller inte kunde inneha. Samuels skriver: "Om vanliga medborgare kunde mörda, stjäla, fängsla, tortera, kidnappa och avlyssna utan inkriminering, skulle den myndigheten kunna överföras till regeringen för dess demokratiska arsenal av politiska vapen." Beskattning skulle kunna ses som stöld eftersom, enligt Lockean naturliga rättighetsdoktrin måste staten få sin auktoritet från medborgarna.
Lysander Spooner, en 1800-talsadvokat och politisk filosof, som hade argumenterat inför Förenta staternas högsta domstol, skrev uppsatsen No Treason: The Constitution of No Authority. I den skrev han att ett socialt kontrakt inte kan användas för att rättfärdiga statliga åtgärder såsom beskattning, eftersom regeringen kommer att initiera våld mot alla som inte vill ingå i ett sådant kontrakt.
Ingen öppen, uttalad eller ansvarsfull sammanslutning eller grupp av män kan säga detta till honom; eftersom det inte finns någon sådan sammanslutning eller grupp av män. Om någon skulle påstå att det finns en sådan sammanslutning, låt honom bevisa, om han kan, vem som har sammansatt den. Låt honom framställa, om han kan, vilket som helst öppet, skriftligt eller annat autentiskt kontrakt, undertecknat eller godkänt av dessa män; bilda sig själva till en förening; göra sig kända som sådana för världen; utse honom till deras agent; och göra sig själva, eller som en förening, ansvariga för sina handlingar, utförda av deras myndighet. Tills allt detta kan visas kan ingen säga att det i någon legitim mening finns någon sådan association; eller att han är deras agent; eller att han någonsin gav dem sin ed; eller någonsin lovat dem sin tro.
Den franske ekonomen Frédéric Bastiat från 1800-talet beskrev skatter som lagligt plundring. Bastiat ansåg att statens enda legitima funktion var att skydda individens liv, frihet och egendom.
| ” | Nu kan lagligt plundring utövas på en oändlig mängd sätt. Därav uppstår en oändlig mängd planer för organisering: tullar, protektionism, förmåner, gratifikationer, subventioner, progressiv beskattning, fri offentlig utbildning, rätt till arbete, rätt till vinst, rätt till lön, rätt till bistånd, rätt till arbetsverktyg, räntefria krediter osv. Och det är alla dessa planer, tagna som en helhet, med det gemensamma inslaget av laglig plundring, som får namnet socialism. | „ |

Murray Rothbard hävdade i The Ethics of Liberty 1982 att beskattning är stöld och att skattemotstånd därför är legitimt: "Precis som ingen är moraliskt skyldig att svara en rånare sanningsenligt när han frågar om det finns några värdesaker i ens hus, så är ingen kan moraliskt krävas för att svara sanningsenligt liknande frågor som staten ställer, t.ex. när man fyller i inkomstdeklarationer."
Andrew Napolitano försöker motivera ståndpunkten att "beskattning är stöld" i sin bok It Is Dangerous to Be Right When the Government Is Wrong där han ställer en rad retoriska frågor som "Är det stöld om en man stjäl en bil?" och "Tänk om ett gäng på tio män tar en omröstning (som låter offret också rösta) om huruvida man ska stjäla bilen innan man stjäl den?", som visar vad han tror är likheter mellan stöld och beskattning.

## Motargument
Liam Murphy och Thomas Nagel hävdar att eftersom äganderätten bestäms av lagar och konventioner, där staten spelar en central roll, kan beskattning inte betraktas som stöld. I sin bok The Myth of Ownership: Taxes and Justice från 2002 argumenterar de:
... betoningen på att fördela skattetrycket i förhållande till inkomst före skatt är ett grundläggande misstag. Beskattningen tar inte från människor det de redan äger. Äganderätt är en produkt av en uppsättning lagar och konventioner, av vilka skattesystemet utgör en central del, så rättvisa skatter kan inte utvärderas utifrån deras inverkan på redan existerande rättigheter. Inkomst före skatt har ingen oberoende moralisk betydelse. Standarder för rättvisa bör tillämpas inte på fördelningen av skattebördan utan på verksamheten och resultaten av hela ramverket för ekonomiska institutioner.
En annan motivering av beskattning finns i teorin om sociala kontrakt. Förespråkarna hävdar att allmänheten på demokratisk väg har tillåtit människor att samla rikedomar med insikten att en del av den rikedomen skulle allokeras för allmänt bruk. Enligt deras uppfattning skulle att ackumulera rikedomar utan beskattning vara att bryta mot denna sociala förståelse. Institutioner som IMF och ekonomen Alex Cobham, från Tax Justice Network, hävdar att eftersom offentliga tjänster i form av utbildning och infrastruktur utgör en grund för skapande av välstånd, bör en del av dessa ekonomiska vinster därför användas för att fortsätta att finansiera grundläggande bestämmelser som ger möjlighet till framtida ekonomisk tillväxt. Det libertarianska svaret på detta är att de inte samtycker till det sociala kontraktet, och att varje avtal som ofrivilligt skulle binda människor till det är liktydigt med slaveri. Faktum är att John Locke själv hävdade att det sociala kontraktet var ett frivilligt arrangemang.